# Paul Green (commediografo)
Paul Green, nato Paul Eliot Green (Lillington, 17 marzo 1894 – Chapel Hill, 1981), è stato un commediografo e sceneggiatore statunitense.
Professore associato di filosofia e professore di arte drammatica, scrisse per il teatro e per il cinema. Vincitore del Premio Pulitzer per il dramma nel 1927, nel 1934 fu candidato all'Oscar alla migliore sceneggiatura non originale per il film Montagne russe.

## Filmografia
- Tentazioni (The Cabin in the Cotton), regia di Michael Curtiz (1932)
- Montagne russe (State Fair), regia di Henry King (1933)
- Joanna (Carolina), regia di Henry King (1934)
- Resurrezione (We Live Again), regia di Rouben Mamoulian (1934)